# Myrsteklar
Myrsteklar (Tiphiidae) är en familj i insektsordningen steklar som innehåller omkring 1 500 kända arter. 
Myrsteklar är vanligen små till medelstora steklar med en kroppslängd på mellan 6 och 12 millimeter, men några arter kan bli upp till 30 millimeter. En del arter har tydligt kontrasterande färgteckning, ofta i gult, orange, rött och svart, medan andra är övervägande svarta. 
Hos vissa arter har både hanen och honan vingar och är ganska lika i storlek, men hos andra arter är honan vinglös, mindre än hanen och lever på marken. Hos sådana arter är honans ben ofta speciellt anpassade för grävning. 
Larverna lever som parasiter, med ett fåtal undantag på larver av skalbaggar, och honan sörjer för att avkomman förses med föda genom att paralysera skalbaggslarven med sin gadd och lägga ägg i den. Som fullbildade insekter, imago, födosöker de i blommor. 
Några arter har använts för att biologisk försöka bekämpa skadedjur, till exempel Tiphia popilliavora mot skalbaggen Popillia japonica i USA.